# Cole Weston
Cole Weston (* 30. Januar 1919 in Los Angeles; † 20. April 2003 in Monterey, Kalifornien) war ein amerikanischer Fotograf. Er war der jüngste Sohn des Fotografen Edward Weston und Bruder des Fotografen Brett Weston. Er widmete sein Leben der Fotografie und dem Theater.
Cole Weston war über 50 Jahre in der Forest Theater Gilde. Er leitete über 30 Stücke in Carmel's Forest Theater im Freien. Cole hatte sechs Kinder, darunter den Fotografen Kim Weston.
Nach dem Tod seines Vaters 1958 veröffentlichte er dessen Negative.

## Werke
- Cole Weston, eighteen photographs, 1981 ISBN 0-87905-084-5
- Cole Weston: Fifty Years, 1991 ISBN 0-87905-381-X
- Edward Cole Kim Weston: Three Generations of American Photography, 1995 ISBN 3-905514-40-0
- Cole Weston : At Home and Abroad, 1998 zusammen mit Paul Wolf ISBN 0-89381-777-5
- Laughing Eyes : A Book of Letters Between Edward and Cole Weston 1923-1946, 2000 überarbeitet von Paulette Weston ISBN 1-886312-09-5